# Такеміцу Тору
Тору Такеміцу (яп. 武満 徹; 8 жовтня 1930 — 20 лютого 1996) — японський композитор.

## Творчий шлях

Тору Такеміцу

Народився в Токіо. Вчився у Ясудзі Кійосе (Yasuji Kiyose), очільника японського відділення Товариства сучасної музики. В роки Другої світової війни захопився французькою музикою XX століття (К. Дебюссі, Е. Саті О. Мессіан). В 1951 році став одним із засновників авангардної мистецької групи "Дзіккен Ко: бо: " (実験工房), з середини 1950-х зайнявся електронною музикою. В 1958 році його «Реквієм» почув під час свого візиту до Японії Стравінський, він високо оцінив його «щирість» і «пристрасність».
На початку протиставляючи свої пошуки традиційної японської музики, з кінця 1950-х Такеміцу йде до синтезу японської та європейської мелодичної культури. Зазнав глибокий вплив Д. Кейджа, разом з тим сприйняв культуру дзен в інтерпретації Д. Т. Судзукі, звідси його трактування порожнечі і мовчання як основи музики. У 1970-і роки, після виставки Експо -70 в Осаці, Такеміцу вступив в контакт з найбільшими композиторами і виконавцями Європи та США (К. Штокхаузен, Я. Ксенакіс, Г. Голліґер та інші). 

## Твори
- Реквієм для струнного оркестру (1957)
- Звучна самотність для оркестру (1958)
- Landscape для струнного квартету (1960)
- Water Music для магнітофонної стрічки (1960)
- Textures для фортепіано та оркестру (1964)
- Wind Horse для змішаного хору (1966)
- The Dorian Horizon для 17 струнних (1966)
- November Steps для біви, сякухаті і оркестру (1967)
- Cross Talk для двох бандонеонів і магнітофонної стрічки (1968)
- Stanza I для гітари, клавесина, арфи, вібрафона і жіночого голосу на текст з «Логіко-філософського трактату» Людвіга Вітгенштейна (1969)
- Winter для оркестру (1971)
- Близнюки для гобоя, тромбона і двох оркестрів (1971, написано для Г. Голліґера і В. Глобокара)
- In an autumn garden для оркестру гагаку (1973)
- Waves для кларнета, валторни, двох труб і барабана (1976)
- A Flock descends into the Pentagonal Garden для оркестру (1977)
- Dreamtime для оркестру (1981)
- Rain Tree для двох маримб і вібрафону (1981)
- Rocking Mirror Daybreak для двох скрипкових дуетів (1983)
- Riverrun для фортепіано та оркестру (1984)
- Dream / Window для оркестру (1985)
- Rain Dreaming для клавесина (1986)
- I hear the water dreaming для флейти і оркестру (1987)
- Nostalghia для скрипки і струнного оркестру, пам'яті А. Тарковського (1987)
- A Boy Named Hiroshima для двох гітар (1987)
- Twill by Twilight для оркестру, пам'яті Мортона Фелдмана (1988)
- A String around Autumn (для Імаї Нобуко) (1989)
- Visions для оркестру (1990)
- From me flows what you call Time для 5 ударників та оркестру (1990)
- Quotation of Dream — Say sea, take me! для двох фортепіано та оркестру (1991)
- Rain Tree Sketch II для фортепіано, пам'яті Олів'є Мессіана (1992)
- Archipelago S. для 21 інструменту, розділених на 5 груп (1993)
- Equinox для гітари (1993)
- Spirit garden для оркестру (1994)
- Paths для труби, пам'яті Вітольда Лютославського (1994)
- Spectral Canticle для скрипки, гітари та оркестру (1995)